# Gulsaram, Shahpur
Gulsaram là một làng thuộc tehsil Wadgera, huyện Yadgir, bang Karnataka, Ấn Độ.
Gulsaram is famous for Hazrat Syed Shah Jalaluddin Hussaini Shersawar Darga